# Rheochorema magellanicum
Rheochorema magellanicum là một loài Trichoptera thuộc họ Hydrobiosidae. Chúng phân bố ở vùng Tân nhiệt đới.